# Idioma hausa
El idioma hausa es lengua de la familia afroasiática del grupo chádico. Es la lengua chádica más hablada, con 58 millones de hablantes como lengua nativa, —denominados hausas— y por otros 36 millones más como segunda lengua nativa, siendo el total de número de hablantes unos 94 millones. Esta lengua se habla principalmente en el sur de Níger, país donde es oficial, y en el norte de Nigeria, país donde es lengua nacional. Se ha convertido en una lengua franca en gran parte de África Occidental por razones comerciales.

## Clasificación
El idioma hausa pertenece a las lenguas chádicas occidentales, un subgrupo de las lenguas chádicas, y por eso es un miembro de las lenguas afroasiáticas. Es un idioma tonal.

## Distribución geográfica
Los hablantes nativos se encuentran en Níger y el norte de Nigeria, pero se usa como lingua franca en un área mayor en África occidental, especialmente entre los musulmanes.

## Cultura
- Música hausa

## Personas relevantes
- Bilkisu Funtuwa, escritora